# Real Cool World
Real Cool World è singolo del cantautore britannico David Bowie, pubblicato nel 1992 ed estratto dall'album Songs from the Cool World, colonna sonora del film Fuga dal mondo dei sogni (Cool World).

## Tracce
- 12"

1. Real Cool World (Edit) – 4:15
2. Real Cool World (Instrumental) – 4:29

## Formazione
- David Bowie – voce, sassofono
- Nile Rodgers – chitarra
- Barry Campbell – basso
- Sterling Campbell – batteria
- Richard Hilton – tastiera